# 罗伯托·格哈德
罗伯托·格哈德（西班牙語：Robert Gerhard，1896年9月25日—1970年1月5日），德国-瑞士裔西班牙加泰罗尼亚作曲家，母为阿尔萨斯人，原名Robert Juan Rene Gerhard。

## 生平
初曾从格拉纳多斯学钢琴，从费利佩·佩德雷尔学作曲。后来得到勋伯格的赏识后又成为后者的学生。西班牙内战期间被迫迁居国外，先到巴黎，后到剑桥，最终逝世于剑桥。格哈德是序列主义音乐和十二音技法的代表之一，但也有着鲜明的西班牙民族个性。他在其第三交响曲“拼贴”中使用了录音带。